# Nouriel Roubini
Nouriel Roubini, né le 29 mars 1958 à Istanbul (Turquie) est un économiste américain, docteur en économie, qui est depuis 2009 professeur d'économie au Stern School of Business de l'université de New York. Il est aussi président du RGE Monitor, un groupe de consultants économiques spécialisé en analyse financière.

## Biographie
Né à Istanbul dans une famille de Juifs iraniens, il a vécu une enfance nomade : à l'âge de deux ans, il a vécu à Téhéran (Iran), puis Tel Aviv (Israël) et finalement en Italie, où il a obtenu l'équivalent d'un diplôme collégial de l'université Bocconi. Par la suite, il étudie en économie à l'université Harvard aux États-Unis, où il obtient un doctorat en sciences économiques en 1988. Selon son superviseur, Jeffrey Sachs, il avait un talent inhabituel pour comprendre les institutions économiques de façon mathématique et intuitive.
Il a été économiste senior aux Affaires internationales pour le compte du Council of Economic Advisers (juillet 1998 – juillet 1999), organisation chargée de conseiller le président des États-Unis. Au département du Trésor des États-Unis, il avait un rôle de conseiller senior auprès du sous-secrétaire aux Affaires internationales (de juillet 1999 à juin 2000).
Dans les années 1990, Nouriel Roubini étudie l'effondrement des économies émergentes. Dans le sillage de son superviseur Sachs, il applique une approche historique et intuitive, tout en s'appuyant sur sa connaissance des modèles économiques dans le but d'analyser ces pays.
En 2009, il est un intervenant majeur dans les débats économiques se déroulant aux États-Unis et sur la scène internationale. Prospect Magazine, en janvier 2009, le situe en 2e place sur une liste des 100 intellectuels vivants les plus influents. Il prononce des discours devant le Congrès des États-Unis, le Conseil des relations étrangères et le Forum économique mondial à Davos, Suisse.
En 2009, il est régulièrement consulté par les gouverneurs des banques centrales en Europe et en Asie. Il occupe également un poste de professeur d'économie au Stern School of Business de l'université de New York.

## Prévisions et opinions
À la suite de ses analyses, Nouriel Roubini arrive à la conclusion que les effondrements des économies ont une cause commune : les pays financent la balance courante par des emprunts effectués à l'étranger. Il prévoit que les États-Unis seraient probablement le prochain pays à subir un tel choc : en 2004, il commence à exposer ses théories à propos d'un tel effondrement.
En septembre 2006, il annonce lors d'un discours devant un auditoire de spécialistes, sceptiques, du FMI qu'une crise économique est en gestation : « Dans les mois et les années à venir, les États-Unis vont probablement vivre une dépréciation immobilière qui ne se voit qu'une fois dans une vie, un choc pétrolier, une diminution prononcée de la confiance des consommateurs et, ultimement, une grave récession. » Il prévoit une cessation de paiements sur les hypothèques résidentielles, la non-viabilité des mortgage-backed securities, dont la valeur atteint des milliers de milliards de dollars américains et l'arrêt du système financier mondial. À la suite de la crise de 2008, l'économiste Prakash Loungani, employé au FMI, le surnomme « le prophète ». The New York Times affirme qu'il est « le sage qui a vu venir ». Bien que la crise financière de 2008 soit arrivée plus tard qu'il ne l'avait prévu, ses descriptions des causes et des effets sont confirmées.
En janvier 2009, Elisa Parisi-Capone et Roubini publient une étude dans laquelle ils prévoient que la crise financière de 2008 pourrait coûter jusqu'à 3 600 milliards USD à l'ensemble des institutions financières et des maisons de courtages faisant affaire aux États-Unis. Selon Roubini, l'ensemble du système bancaire américain détient environ 1 400 milliards USD en capital. Puisque les pertes sont plus élevées, cet ensemble est donc en faillite technique. Le système bancaire européen serait aussi dans un état similaire.
Observant la situation globale, Roubini demeure pessimiste à propos de l'économie mondiale. Il affirme, en 2009, que l'économie américaine se contractera, ce qui causera une récession mondiale. En Europe, au Canada, au Japon et dans les autres économies avancées, elle sera sévère. Les économies émergentes qui font affaire avec les pays développés ne seront pas épargnées. Il affirme que les États-Unis ont un marché financier de piètre qualité, plutôt qu'un marché de prêts hypothécaires de piètre qualité. Bien qu'il ne croie pas que les États-Unis soient menacés de revivre la Grande Dépression, il pense que la récession à venir sera la pire  depuis les années 1940.
En 2011, il annonce que les investissements chinois créent des surcapacités qui mèneront l'économie chinoise à sa perte en 2013.
En mai 2012, il soutient que la Grèce, pour retrouver la croissance, doit quitter la zone euro et adopter à nouveau la drachme. Inversement, le maintien de la Grèce dans la zone euro aurait pour conséquence au moins cinq années de récession supplémentaires. En juillet 2012, il prévoit la sortie de la Grèce de la zone euro et éventuellement de l'Italie et de la Finlande pour l'année 2013. Il estime à 40 ou 50 % les probabilités de voir la zone euro éclater entre 2012 et 2016.

En octobre 2018, il annonce la prochaine crise pour 2020. Selon lui, 

« la marge de relance budgétaire dans le monde est d'ores et déjà réduite par une dette publique massive. La possibilité de nouvelles politiques monétaires non conventionnelles sera limitée par  des bilans hypertrophiés, et par un manque de capacité à réduire les taux directeurs. Par ailleurs, les sauvetages dans le secteur financier seront intolérables pour des pays marqués par la résurgence de mouvements populistes, et dirigés par des gouvernements quasi insolvables. À la différence de 2008, époque à laquelle les gouvernements disposaient des outils politiques permettant d'empêcher une chute libre, les dirigeants qui affronteront la prochaine récession auront les mains liées, sachant par ailleurs que les niveaux globaux de dette sont supérieurs à ceux d'avant-crise. Lorsqu'elles surviendront, la crise et la récession de demain pourraient se révéler encore plus sévères et prolongées que celles d'hier. »

En 2023, il annonce le début d'une période de stagflation et il alerte sur le fait que par rapport aux menaces économiques et politiques antérieure qui, au XXe siècle, ont conduit aux deux guerres mondiales et à de nombreuses crises, l'humanité doit aujourd'hui en outre faire face à de nouvelles « mégamenaces », dont la crise climatique, l'arrivée de l'intelligence artificielle qui « pourrait un jour éliminer la majorité des emplois et aboutir à l'obsolescence d'Homo sapiens » et les cryptomonnaies,, voire à une nouvelle guerre froide. Début 2023, il publie un livre dans lequel il décrit dix mégamenaces, systémiques qui se chevauchent et se renforcent synergiquement, mettant en péril l'économie mondiale, l'humanité et la planète, et il fait des propositions pour « leur survivre ».
Il estime que la chute du coût du crédit a encouragé une « démocratisation » de la finance et du trading chez des « personnes à faible revenu, aux actifs rares, peu satisfaits de leur emploi et aux compétences limitées », ce qui explique, selon lui, par exemple, l'attirance pour les cryptomonnaies (qu'il assimile depuis 2016 à des systèmes frauduleux à 99 % et criminels, de type pyramides de Ponzi), la chute de la place de marché centralisée de cryptomonnaies FTX (insolvable le 11 novembre 2022), ou encore le scandale GameStop de la finance américaine (incluant le cas de vendeurs à découvert de 2021).

## Ouvrages
- (en) Nouriel Roubini et Brad Setzer, Bailouts or Bail-ins? Responding to Financial Crises in Emerging Economies, Peterson Institute, août 2004, 427 p. (ISBN 0-88132-371-3).
- Nouriel Roubini et Stephen Mihm, Économie de crise : une introduction à la finance du futur, Lattès, 2 juin 2010, 462 p. (ISBN 978-2-7096-3503-5).
- (en) Nouriel Roubini (éd.) et Marc Uzan (éd.), New International Financial Architecture, Edward Elgar Publishing, 28 février 2006 (ISBN 978-1-84376-808-1).
- (en) Alberto Alesina, Nouriel Roubini et Gerald D. Cohen, Political Cycles and the Macroeconomy, The MIT Press, 14 novembre 1997, 302 p. (ISBN 0-262-51094-4, lire en ligne).
- (de) Sandra Navidi et Nouriel Roubini, Super-hubs : The Financial Networks that Rule the World, Nicholas Brealey, 2017 (ISBN 978-1-85788-664-1).
- Nouriel Roubini, Megamenaces, Dix dangers qui mettent en péril notre avenir, et comment y survivre, Buchet-Chastel, 12 janvier 2023 (ISBN 978-2-283-03757-7).

## Traductions
1. ↑  (en) « In the coming months and years, the United States was likely to face a once-in-a-lifetime housing bust, an oil shock, sharply declining consumer confidence and, ultimately, a deep recession. »